# Papaver lasiothrix
Papaver lasiothrix là một loài thực vật có hoa trong họ Anh túc. Loài này được Fedde mô tả khoa học đầu tiên.